# Psylla distincta
Psylla distincta är en insektsart som beskrevs av Franklin William Pettey 1933. Psylla distincta ingår i släktet Psylla och familjen rundbladloppor. Inga underarter finns listade i Catalogue of Life.